# Jan Bleyer
Jan Bleyer (1. ledna 1912, Mülsen, Německo – 11. března 1982, Litvínov) byl československý politik Komunistické strany Československa z českých zemí německé národnosti a poslanec Sněmovny národů Federálního shromáždění za normalizace.

## Biografie
Po volbách roku 1971 zasedl do české části Sněmovny národů (volební obvod č. 36 - Most-Louny, Severočeský kraj). Křeslo nabyl až dodatečně v prosinci 1974 po doplňovacích volbách poté, co zemřel poslanec Josef Reis. Ve FS setrval do konce funkčního období, tedy do voleb roku 1976.